# Božo Bakota
Božidar "Božo" Bakota (né le 5 octobre 1950 à Zagreb en Yougoslavie, et mort le 5 octobre 2015 est un joueur de football croate, international yougoslave.

## Biographie
Bakota commence sa carrière au NK Zagreb et y passe les sept premières saisons de sa carrière, à l'époque où il était l'un des clubs phares du championnat yougoslave. Il reste tout de même au club après sa relégation en deuxième division lors de la saison 1973-74, puis les aide à remonter en D1 la saison suivante. Sa meilleure saison au NK Zagreb est en 1977-78 lorsqu'il inscrit 10 buts en 28 matchs.
Pourtant, le club redescend en deuxième division en 1979 et Bakota y reste une saison de plus. Il décide ensuite de rejoindre la nouvelle équipe de son ancien entraîneur Otto Barić, le SK Sturm Graz du championnat d'Autriche en 1980. Il s'impose au club et forme un duo d'attaque avec Gernot Jurtin, qui aident l'équipe à finir second lors de la saison 1980-81. Bakota finit ensuite meilleur buteur du championnat autrichien 1981-82 avec 24 buts en 36 matchs. Eu coupe d'Europe, sa meilleure performance est d'avoir atteint les quarts-de-finale de la Coupe UEFA 1983-1984 avec Sturm, avant d'être sorti par les Anglais de Nottingham Forest 1–2, score cumulé. Bakota prend sa retraite en 1986, avec un total de 86 buts en 167 matchs de Bundesliga autrichienne avec Sturm.
Ses bonnes performances avec le NK Zagreb lui valent d'être sélectionné avec l'équipe nationale de Yougoslavie entraînée par Dražan Jerković qui l'appelle en 1978. Bakota fait ses débuts internationaux le 15 novembre 1978 pour la Coupe des Balkans des nations lors d'une victoire 4–1 contre la Grèce à Skopje (dans ce match, Vahid Halilhodžić inscrit un coup-du-chapeau).